# 陳平の歌謡ビッグサタデー
陳平の歌謡ビッグサタデー（ちんぺいのかようビッグサタデー）は、かつてニッポン放送の土曜日朝から昼の時間帯で放送されていたラジオ番組。パーソナリティは放送作家・タレント・政治家の野末陳平。
放送期間はⅠ期が1981年5月2日から1983年5月28日まで、Ⅱ期が1983年9月3日から1989年4月8日まで。

## 放送時間
- 毎週土曜日　10:00～14:30 （1981年5月2日～1983年5月28日）
- 毎週土曜日　8:00～12:00 （1983年6月4日～1989年4月8日）

## 出演者
- パーソナリティ:
  - 野末陳平[1]
  - 西村知江子（1981年5月2日～1983年5月28日、1983年9月3日～1985年10月26日）
- アシスタント（1988年4月～）:
  - 大久保裕子（“塩辛娘”）
  - 中野明美（“ケロヨン”）
  - 那須真理子（“チョンマゲ”。1987年ニッポン放送入局新人社員のユニット「チョンマゲ娘」を高橋尚代、伊藤了子と結成）

## 概要
番組開始当初は、元ニッポン放送のアナウンサー西村知江子と野末陳平がパーソナリティを担当、番組タイトルも『チエちゃん・陳平の歌謡ビッグサタデー』としてスタートした。Ⅰ期は土曜日10時から14時30分までの4時間30分に亘るワイド番組であったが、西村はこれに続く14時30分から16時30分までの2時間番組『斉藤安弘の全国歌謡ヒット速報』にも、パーソナリティとして斉藤安弘、小池聰行と共に出演しており（1982年9月25日まで）、番組開始当初は土曜日の朝から夕方にかけて6時間30分もの長時間に及ぶ番組担当を務めていた。
Ⅱ期途中の1985年10月26日で西村知江子が出産準備のため番組を降板したため、番組タイトルが1985年11月2日より『陳平の歌謡ビッグサタデー』に変更。Ⅰ期とⅡ期の間に中断期間（参議院議員を務めていた野末が改選に臨んだため。この間は西村とコメディアンの坂上二郎がパーソナリティを務める『チエちゃん・二郎サンの歌謡ビッグサタデー』を新番組として放送）があったものの、放送期間は前後合わせて約8年の長期に亘る番組となった。
テーマ曲は、『陳平・花の予備校』など野末のニッポン放送歴代冠番組と同じく、ジャック・コリエオーケストラ「チン・チン・ルンバ」を使用。

## 内包番組（Ⅰ期）

### 1981年5月～
10時00分～12時00分
- チエちゃん・陳平おまかせリクエスト
- 天気予報
- 都民ダイヤル

12時00分～14時00分
- チエちゃん・陳平おのろけリクエスト
- ニュース
- 交通情報

14時00分～14時30分
- ニュース
- 上村貢聖のモアモア歌謡センター

### 1981年7月～
10時00分～12時00分
- チエちゃん・陳平おまかせリクエスト
- 天気予報
- 陳平のいい話

12時00分～14時00分
- チエちゃん・陳平おのろけリクエスト
- ニュース・天気予報
- 都民ダイヤル
- 交通情報

14時00分～14時30分
- ニュース・天気予報
- 上村貢聖のモアモア歌謡センター

## 内包番組（Ⅱ期）
（）

### 1983年9月～
8時00分～9時00分
- わが家の記念日
- 交通情報
- 朝の歌謡プレゼント
- 交通情報

9時00分～10時00分
- マネー情報Part1
- 交通情報

10時00分～11時00分
- ニュース・天気予報
- 陳平のいい話
- チエちゃんのちょっと困る話

11時00分～12時00分
- ファミリークイズ
- マネー情報Part2
- 交通情報

### 1985年11月～
8時00分～9時00分
- わが家の記念日
- 交通情報
- 朝の歌謡プレゼント
- 交通情報

9時00分～10時00分
- マネー情報Part1
- 交通情報

10時00分～11時00分
- ニュース・天気予報
- 陳平のいい話
- ちょっと困る話

11時00分～12時00分
- ファミリークイズ
- マネー情報Part2
- 交通情報

### 1986年10月～
8時00分～9時00分
- わが家の記念日
- 交通情報
- 朝の歌謡プレゼント
- 交通情報

9時00分～10時00分
- マネー情報Part1
- 交通情報

10時00分～11時00分
- ニュース・天気予報
- 陳平のいい話
- 交通情報

11時00分～12時00分
- ファミリークイズ
- マネー情報Part2
- 交通情報

### 1987年10月～
8時00分～9時00分
- わが家の記念日
- 交通情報
- 朝の歌謡プレゼント
- 交通情報

9時00分～10時00分
- マネー情報Part1
- 交通情報

10時00分～11時00分
- ニュース・天気予報
- 陳平のいい話
- 交通情報

11時00分～12時00分
- マネー情報Part2
- あなたの職場のベスト3
- 交通情報

### 1988年4月～
8時00分～9時00分
- ニュース・天気予報
- 陳平のこちら有楽町
- 交通情報
- リクエスト＆特集コーナー
- 交通情報

9時00分～10時00分
- ニュース・天気予報
- それにしても今週は
- 交通情報
- 今週の反省・嫁姑
- プレゼント告知
- 交通情報

10時00分～11時00分
- ニュース・天気予報
- 陳平のちょっといい話
- 交通情報
- 幸せチャンポンお便りどんぶり
- お色気のオクスリ
- 交通情報

11時00分～12時00分
- 陳平のスッピン・テレフォン
- ファミリープレゼント
- ケロヨン明美のもうすぐお昼よ!
- 交通情報

### 1988年10月～
8時00分～9時00分
- ニュース・天気予報
- 陳平のこちら有楽町
- 交通情報
- リクエスト＆特集コーナー
- 交通情報

9時00分～10時00分
- ニュース・天気予報
- それにしても今週は
- 交通情報
- 今週の反省・嫁姑
- プレゼント告知
- 交通情報

10時00分～11時00分
- ニュース・天気予報
- 今週のおいしい話
- 交通情報
- 幸せチャンポンお便りどんぶり
- お色気のオクスリ
- 交通情報

11時00分～12時00分
- かしこい主婦のお金相談室
- ああ想い出の甘～いお話し
- ファミリープレゼント
- お便り＆ヒット曲
- 交通情報

### 1989年1月～
8時00分～9時00分
- ニュース・天気予報
- 陳平のこちら有楽町
- 交通情報
- リクエスト＆特集コーナー
- 交通情報

9時00分～10時00分
- ニュース・天気予報
- 今週のヘソ
- 交通情報
- 今週の反省
- それにしても今週は
- プレゼント告知
- 交通情報

10時00分～11時00分
- ニュース・天気予報
- 今週のおいしい話
- 交通情報
- 幸せチャンポンお便りどんぶり
- 交通情報

11時00分～12時00分
- かしこい主婦のお金相談室
- ああ想い出の甘～いお話し
- ファミリープレゼント
- お便り＆ヒット曲
- 交通情報